# Moses Cobnan
Moses David Cobnan (Lagos, 10 settembre 2002) è un calciatore nigeriano, ala o attaccante del Krasnodar.

## Statistiche

### Presenze e reti nei club
Statistiche aggiornate al 29 maggio 2023.
| Stagione        | Squadra         | Campionato      | Campionato | Campionato | Coppe nazionali | Coppe nazionali | Coppe nazionali | Coppe continentali | Coppe continentali | Coppe continentali | Altre coppe | Altre coppe | Altre coppe | Totale | Totale | Totale |
| Stagione        | Squadra         | Comp            | Pres       | Reti       | Comp            | Pres            | Reti            | Comp               | Pres               | Reti               | Comp        | Pres        | Reti        | Pres   | Reti   |        |
| --------------- | --------------- | --------------- | ---------- | ---------- | --------------- | --------------- | --------------- | ------------------ | ------------------ | ------------------ | ----------- | ----------- | ----------- | ------ | ------ | ------ |
| gen.-giu. 2022  | Sereď           | SL              | 9          | 1          | CS              | -               | -               | -                  | -                  | -                  | -           | -           | -           | 9      | 1      |        |
| 2022-gen. 2023  | Podbrezová      | SL              | 18         | 9          | CS              | 3               | 5               | -                  | -                  | -                  | -           | -           | -           | 21     | 14     |        |
| gen.-giu. 2023  | Krasnodar       | PL              | 9          | 0          | CR              | 6               | 1               | -                  | -                  | -                  | -           | -           | -           | 15     | 1      |        |
| Totale carriera | Totale carriera | Totale carriera | 36         | 10         |                 | 9               | 6               |                    | -                  | -                  |             | -           | -           | 45     | 16     |        |

## Palmarès

### Club

#### Competizioni nazionali
- Campionato russo: 1

Krasnodar: 2024-2025